# Леонтьев, Анатолий Кузьмич
Анатолий Кузьмич Леонтьев; литературный псевдоним — Коньы Толя (7 января 1944, Пычас Можгинского района УАССР — 14 августа 2008, Можга, Удмуртская Республика) — удмуртский писатель, поэт, прозаик, художник, педагог. Лауреат Государственной премии Удмуртской Республики (1993). Заслуженный работник культуры УАССР (1990). Народный поэт Удмуртской Республики (2001). Член Союза писателей СССР (1980) и Союза писателей России (1990). Почётный гражданин города Можги (1997).

## Биография
Анатолий Леонтьев родился в крестьянской семье удмуртского села Пычас (ныне — на территории Можгинского района). Детство и юношеские годы он провёл в деревне Бобья-Уча Малопургинского района, которую и считал своей родиной. Именно здесь в простом деревенском пареньке и пробудился поэтический и художественный дар.
Окончив в 1957 году с отличием Бобья-Учинскую семилетнюю школу, поступил учиться в Можгинское педагогическое училище. Активно посещал литературно-творческий кружок, которым руководил Григорий Данилов; параллельно с этим занимался живописью, участвовал в различных конкурсах, публиковал свои стихи в местной газете «Ленинское знамя». По окончании педучилища с дипломом учителя начальных классов был направлен на работу учителем рисования и пения в Верхне-Кватчинскую восьмилетнюю школу.
В 1962 году Анатолий Леонтьев поступил учиться на художественно-графический факультет Удмуртского государственного педагогического института (УГПИ; ныне — Удмуртский государственный университет). При обучении в вузе стал активно посещать литературно-творческий кружок при филологическом факультете, которым руководил известный удмуртский поэт Даниил Яшин. Стихи и рисунки Леонтьева стали регулярно печататься в республиканских газетах.
После окончания УГПИ Анатолий Кузьмич работал учителем рисования и черчения в школах № 3 и № 10 Можги. В 1971 году по поручению городского руководства он организовал детскую художественную школу, став её первым директором; позднее работал в ней преподавателем.
В 1980 году Леонтьев был принят в члены Союза писателей СССР, а год спустя направлен на учёбу в Высшие литературные курсы при Литературном институте им. М. Горького в Москве. С 1985 по 1986 годы являлся литературным консультантом при Союзе писателей Удмуртии.
14 августа 2008 года после продолжительной болезни Анатолий Леонтьев ушёл из жизни. 

## Творчество
Первым сборником стихов для детей Анатолия Леонтьева, а также его дипломной работой, стал сборник «Мед сяськаяськоз» (в переводе с удм. — «Пусть расцветает»), вышедшего в издательстве «Удмуртия» в 1968 году, оформлением которого занимался сам автор. Его стихи на удмуртском языке печатались в периодических республиканских изданиях: «Удмуртская правда», «Кенеш», а также в переводе на русский язык — в газете «Пионерская правда», журналах «Мурзилка», «Пионер», «Вожатый», «Колобок».
Стихи Анатолия Кузьмича переведены также на украинский, киргизский, узбекский и другие языки. На его счету более двадцати поэтических сборников для детей и юношества: «Урамын тулыс ке» (в переводе с удм. — «Когда на улице весна»), «Бадяр куар» (с удм. — «Кленовый лист»), «Кылӥды-а, адӟиды-а?» (с удм. — «Слышали ли, видели ли?»), «Атае озьы шуиз» (с удм. — «Говорил мне отец») и другие. В 1987 году Леонтьев издал повесть для детей о профессии комбайнёра «Мынам корабле» (с удм. — «Мой корабль»), а в 1995 году — повесть для юношества «Сюрес усьтӥське мынӥсьлы» (с удм. — «Дорогу осилит идущий») об исторических корнях удмуртского народа. На стихи поэта написано 27 музыкальных произведений.
За творческий труд и активную работу Анатолий Леонтьев награждён Почётными грамотами. В 1990 году за заслуги в области культуры и многолетний добросовестный труд он был удостоен звания «Заслуженный работник культуры УАССР». За сборники стихов «Ӟечсэ гинэ вите сюлэм» (с удм. — «Хочется верить только в доброе») и «Нунал ке вордиське» (с удм. — «Если день рождается») в 1993 году Анатолию Леонтьеву была присуждена Государственная премия Удмуртской Республики. В 1998 году поэту присвоено звание «Почётный гражданин города Можги». В 2001 году занесён на Городскую Доску почёта, Анатолию Кузьмичу присвоено звание «Народный поэт Удмуртии».

## Избранные издания
- Леонтьев А. К. Мед сяськаяськоз: кылбуръёс (удм.). — Ижевск: Удмуртия, 1968. — 13 с.
- Леонтьев А. К. Урамын тулыс ке: дышетскись пиналъёслы кылбуръёс (удм.). — Ижевск: Удмуртия, 1972. — 25 с.
- Данилов Г. Д. Чагыр сюрес: кылбуръёс (удм.) / Г. Д. Данилов, А. К. Леонтьев. — Ижевск: Удмуртия, 1974. — 160 с.
- Леонтьев А. К. Когда на улице весна: стихи / пер. с удмурт. В. Данько. — Ижевск: Удмуртия, 1983. — 63 с.
- Леонтьев А. К. Лесное чудо: стихи / пер. с удмурт. В. Данько. — Москва: Детская литература, 1988. — 32 с. — ISBN 5-08-000973-Х.
- Леонтьев А. К. Кылӥды-а, адӟиды-а?: Покчи пиналъёслы кылбуръёс (удм.). — Ижевск: Удмуртия, 1979. — 32 с.
- Леонтьев А. К. Когда на улице весна: стихи / пер. с удмурт. В. Данько. — Ижевск: Удмуртия, 1983. — 64 с.
- Леонтьев А. К. Атае озьы шуиз: кылбуръёс (удм.). — Устинов: Удмуртия, 1985. — 28 с.
- Леонтьев А. К. Мынам корабле: повесть (удм.). — Устинов: Удмуртия, 1987. — 80 с.
- Леонтьев А. К. Вож гужем: пиналъёслы кылбуръёс (удм.). — Ижевск: Удмуртия, 1987. — 40 с.
- Леонтьев А. К. Ӟечсэ гинэ вите сюлэм: Кылбуръёс (удм.). — Ижевск: Удмуртия, 1988. — 88 с.
- Леонтьев А. К. Нунал ке вордӥське: Кылбуръёс (удм.). — Ижевск: Удмуртия, 1992. — 136 с. — ISBN 5-7659-0398-3.
- Леонтьев А. К. Ӧтисько кыл дуннее: Кылбуръёс (удм.). — Ижевск: Удмуртия, 1993. — 24 с. — ISBN 5-7659-0504-8.
- Леонтьев А. К. Сюрес усьтӥське мынӥсьлы: Исторической повесть-легенда (удм.). — Ижевск: Удмуртия, 1995. — 192 с. — ISBN 5-7659-0596-X.
- Леонтьев А. К. Улом али: Кылбуръёс (удм.). — Ижевск: Удмуртия, 2004. — 256 с. — ISBN 5-7659-0209-X.

## Память
- В 2010 году на фасаде Можгинской детской художественной школы была установлена мемориальная доска в память об  Анатолии Кузьмиче[5]. Детской художественной школе присвоено имя А. К. Леонтьева (Постановление Городской Думы МО «Город Можга» УР № 2 от 26.02.2010 года). В школе открыта музейная  комната Анатолия Кузьмича [6].